# Nuevo Celilac (ort)
Nuevo Celilac är en ort i Honduras.   Den ligger i departementet Departamento de Santa Bárbara, i den västra delen av landet, 160 km nordväst om huvudstaden Tegucigalpa. Nuevo Celilac ligger 506 meter över havet och antalet invånare är 950.
Terrängen runt Nuevo Celilac är huvudsakligen kuperad, men åt nordväst är den bergig. Runt Nuevo Celilac är det tätbefolkat, med 591 invånare per kvadratkilometer. Närmaste större samhälle är Santa Bárbara, 12,6 km sydost om Nuevo Celilac. 